# VMware Workstation
VMware Workstation je virtualizační program (software), který umožňuje spustit na jednom počítači více virtuálních strojů. Každý takový stroj používá svůj vlastní operační systém (dále jen OS); není přitom omezen OS hostitelského počítače, takže lze spustit na 32bitovém OS 64bitový OS. Například na jednom počítači, na kterém jsou instalovány 32bitové Windows 10, možno používat současně i Suse Linux, 64bitovou Fedoru Core 4, Windows 11 i další instalaci Windows 10. Je vhodný pro vývojáře programů, kteří potřebují svůj produkt otestovat na několika různých OS; často jej využívají návštěvníci pochybných webů. Pomocí něj lze studovat i různé verze operačních systémů.